# Поваљски праг
Поваљски праг је средњевековни писани споменик српско-старословенског језика на ћирилици. То је натпис на надвратнику (прагу) цркве Св. Јована Крститеља у месту Повља на Брачу, исклесан око 1184. године. 
Изнад натписа је крст, а испод пише да је мајстор Радоња на старохришћанској крстионици, која је требала послужити као манастирска црква, направио врата и да је кнез Бречко подарио манастиру земљишне поседе на острву. 
То исто се наводе и у Поваљској листини. Старешина манастира Ратко наложио је око 1184. године, приликом рестаурације манастира, да се пробију врата усред западног зида цркве-крстионице. Мајстор Радоња је приликом обнове манастира урезао на горњем прагу нових врата сљедећи ћирилични натпис:  “‘Ја, мајстор Радоња, сазидао сам ова врата ради Господина Бога, и да имам дијела у овој цркви.’’